# Francisco Bozinovic
Francisco Bozinovic Kuscevic (Punta Arenas, 6 de junio de 1959-Santiago, 1 de enero de 2023) fue un biólogo y académico chileno-croata. Debido a su empeño académico, fue galardonado con el Premio Nacional de Ciencias Naturales de Chile en 2020.

## Estudios
Estudió biología en la Universidad de Chile, institución donde realizó la Licenciatura en Ciencias con especialidad en biología entre 1978 y 1983, y posteriormente el Doctorado en Ciencias entre 1985 y 1988.
Entre 1991 y 1992 realizó un posdoctorado en el Departamento de Zoología del Museo Carnegie de Historia Natural, en Pittsburgh, Pensilvania, Estados Unidos.

## Carrera
Bozinovic desarrolló la concepción de biología integrativa, que en sus propias palabras consiste en «mirar la biología no por partes, sino mirarlo como un conjunto. Por términos operacionales lo dividimos en bioquímica, biólogos celulares, moleculares, fisiólogos, del desarrollo, de poblaciones o de comunidades. Pero, la idea es tener la concepción de que los organismos son un organismo completo que interactúa con el ambiente, que no es separable».
Ejerció como académico en la Universidad de Chile desde 1992, específicamente en el Departamento de Ecología de la Facultad de Ciencias, y en la Pontificia Universidad Católica de Chile desde 1996, donde llegó a ser director del Departamento de Ecología y miembro del Comité Científico del Centro UC of Applied Ecology and Sustainability (CAPES).
Una especie del marsupial conocido como monito del monte –Dromiciops bozinovici– fue denominada en su honor en 2006.
En una entrevista en 2020, dijo que esperaba ser recordado por las próximas generaciones:

"como alguien que hace las cosas bien o que intenta hacer las cosas bien, que intenta trabajar bien en ciencias, de forma seria, con respeto a las personas".